# Provinz Taroudannt

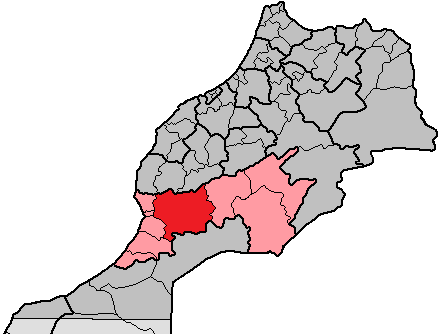
Provinz Taroudannt in der ehemaligen Region Souss-Massa-Draâ

Die Provinz Taroudannt (arabisch إقليم تارودانت, Taschelhit ⵜⴰⵎⴷⵉⵏⵜ ⵏ ⵜⴰⵔⵓⴷⴰⵏⵜ) hat etwa 780.661 Einwohner und gehört seit 2015 zur Region Souss-Massa (davor zu Souss-Massa-Draâ) im Süden Marokkos. Die gleichnamige Hauptstadt der Provinz (Taroudannt) hat 72.797 Einwohner (Stand 2006).

## Geographie
| Angrenzende Provinzen | Angrenzende Provinzen |
| --------------------- | --------------------- |
| Nordwesten            | Chichaoua             |
| Nordosten             | Al Haouz              |
| Osten                 | Ouarzazate            |
| Süden                 | Tata                  |
| Südosten              | Tiznit                |
| Südwesten             | Chtouka-Aït Baha      |
| Westen                | Inezgane-Aït Melloul  |
| Nordwesten            | Agadir-Ida ou Tanane  |

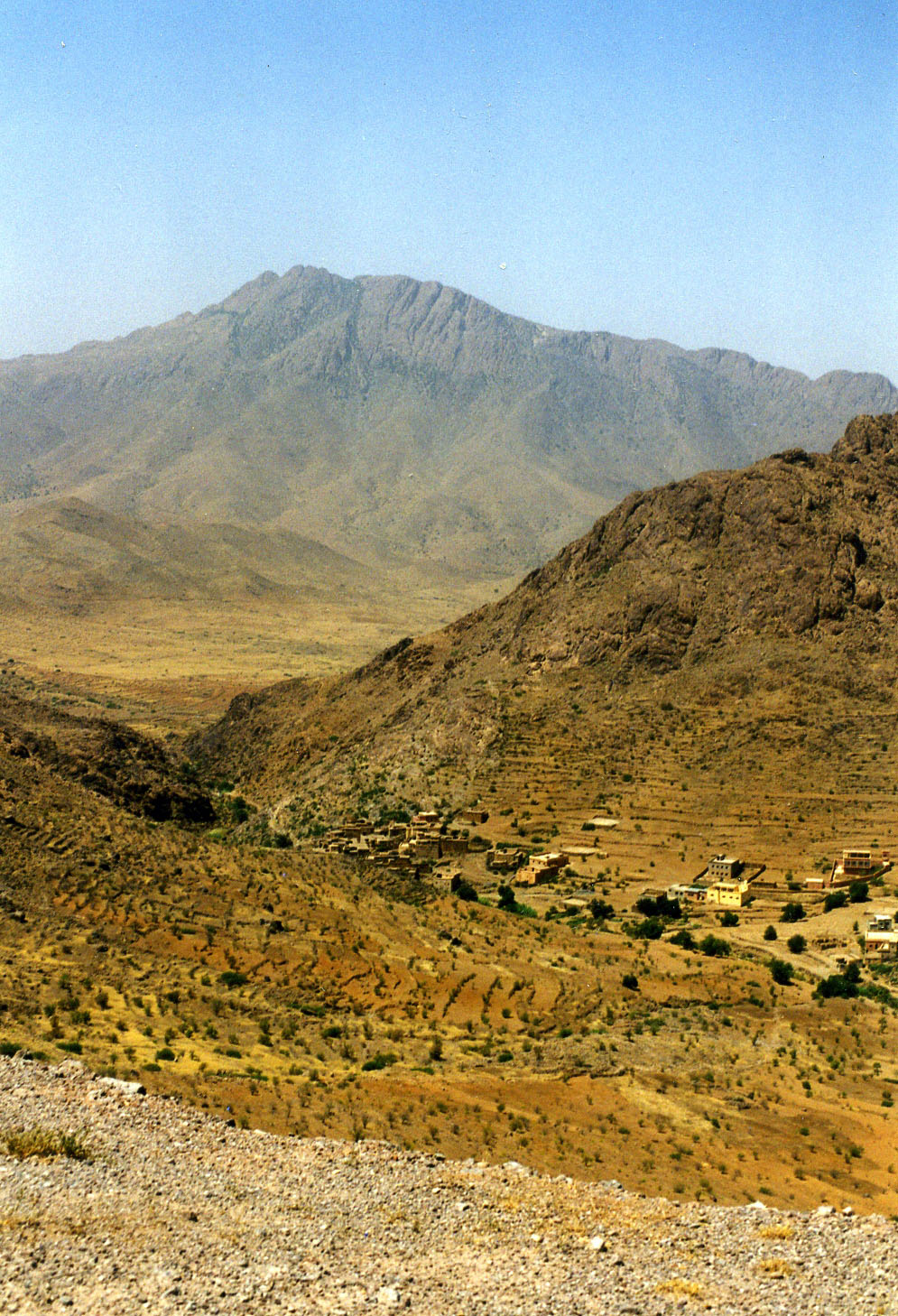
Region Taroudannt – Steinübersäte Bergwelt mit kleinen Ortschaften und längst aufgegebenen Terrassenfeldern

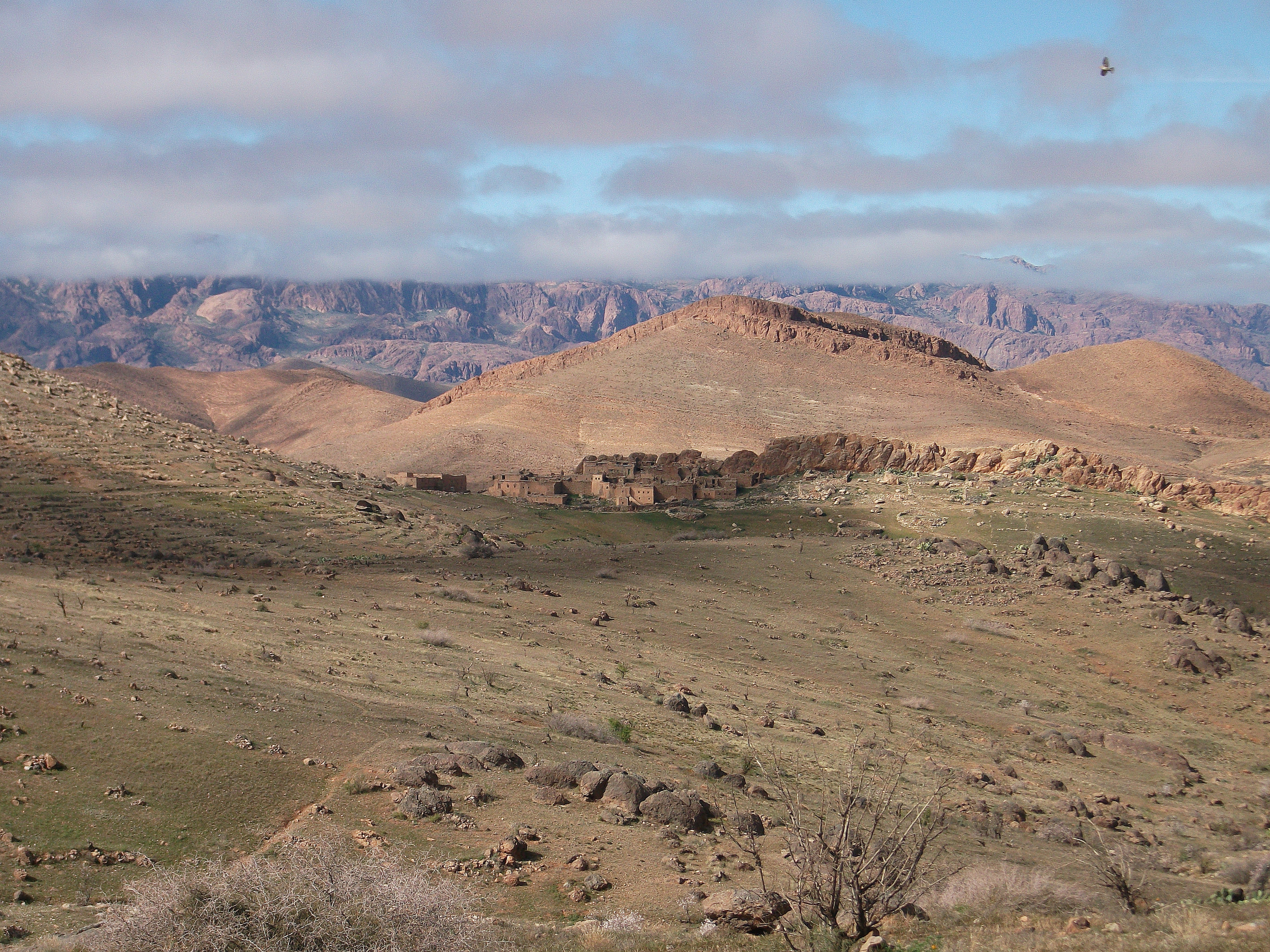
Berglandschaft bei Aït Abdallah nach der winterlichen ‚Regenzeit‘ mit Blick auf das zwischen den Felsen versteckte Nachbardorf Alouss

Das südliche Marokko zwischen Erfoud und Ouarzazate ist geprägt von den Ausläufern des Hohen Atlas. Zerklüftete Schluchten und blühende Oasen bilden faszinierende farbliche Kontraste. Ergänzt wird diese Komposition von der rotbraunen Lehmarchitektur der Berber. In den Oasentälern des Oued Ziz, des Dades und des Drâa oder der Souss-Ebene, liegen die aus Stampflehm errichteten Wehrdörfer (Ksur) und Kasbahs, die seit Jahrzehnten Marokko-Reisende begeistern. Durch den Hohen Atlas und den Anti-Atlas sowie durch das Massiv des Jbel Sirwa begrenzt, bildet die Souss-Ebene ein bis zu 40 km breites und 150 km langes Flusstal, welches sich von seinem höchsten Punkt bei Taroudannt (600 m) zum Atlantik hin absenkt.
Die Souss-Ebene ist einer der fruchtbarsten Landstriche Marokkos. Man findet von Plastikplanen geschützte Bananenplantagen, Zitrusanpflanzungen, riesige Gemüsefelder und – an trockeneren Hanglagen – auch Arganienbäume (s. u.). Die üppigen Gärten sind voller Palmen, Bougainvillea und Rosenstöcke wuchern wie wild. Im Fließgebiet des Flusses Oued Souss, der südlich von Agadir in den Atlantik mündet, d. h. zwischen den Gebirgsketten des Hohen Atlas im Norden und des Anti-Atlas im Süden, in dem Gebiet östlich von Agadir bis Taroudannt und Oulad Teima sind die meisten Wasser führenden Schichten bis zu einer Tiefe von 270 Metern total oder fast ausgetrocknet. Ein Gebiet, in dem man noch vor 20 Jahren in 30 bis 40 Metern ausreichend Wasser abpumpen konnte, wird veröden, wenn nicht einschneidende Maßnahmen ergriffen werden.

### Die Souss-Ebene
Auf dem Hintergrund der beinahe flächendeckenden landwirtschaftlichen Nutzung der Souss-Ebene sind die ursprünglich hier vorkommenden Pflanzen- und Tierarten weitgehend zurückgedrängt worden.

#### Flora
Die wichtigsten Kulturpflanzen sind: Ölbäume, Pistazien, Lorbeer, Dattelpalmen, Agaven, Opuntien, Agrumen (Bäume, die die Zitrusfrüchte liefern), Mandel, Pfirsich, Maulbeere, Walnuss, Feige, Wein, Bananen, Baumwolle, Weizen, Gerste, Hirse, Paprika, Artischocke, Aubergine, Mais, Eukalyptus, Akazien, Oleander, Thuja, Zypressen, Zedern, Pappeln und Arganien.

#### Haustiere
Nutztiere sind Geflügel, Schafe, Ziegen, Rinder, Pferde, Kamele, Esel und Maultiere. Hunde und Katzen sind nicht eigentlich „Haustiere“, sondern führen in Marokko ein recht freies, wildes Leben. Kamel, Pferd, Esel und Maultier sind traditionelle Transportmittel – auch heute noch dort, wo man sich kein Motorfahrzeug leisten kann oder die Wegstrecke nicht befahrbar ist. Um andere Tiere wie Rinder, Ziegen und Schafe als „Lieferanten“ von Fleisch und Fellen bzw. von Wolle zur Herstellung von Kleidung, Zelten, Teppichen muss der Mensch sich intensiver kümmern. Rinder stellen dabei auch in quantitativer Hinsicht die höchsten Ansprüche an ihre Weidepflanzen und sind entsprechend selten. Schweine gibt es in der islamischen Welt nicht.

### Die Bergwelt

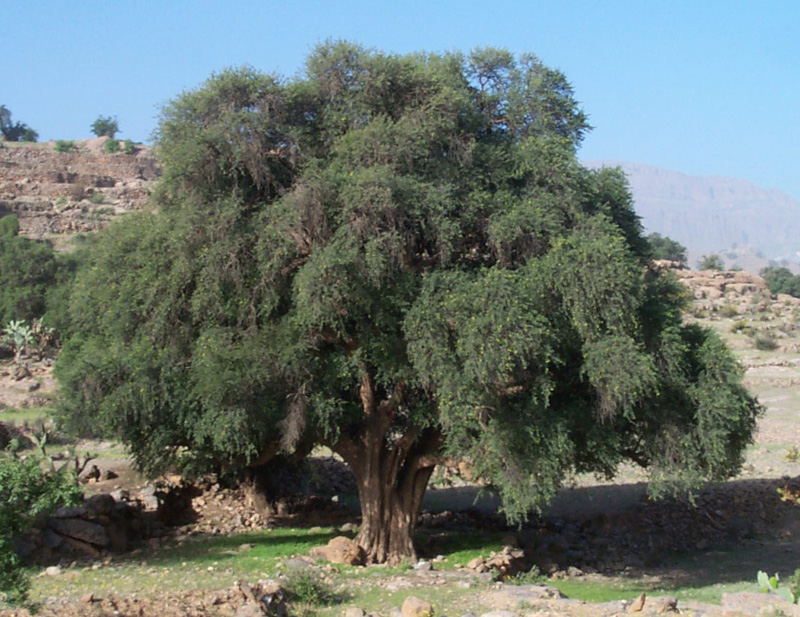
Arganbaum

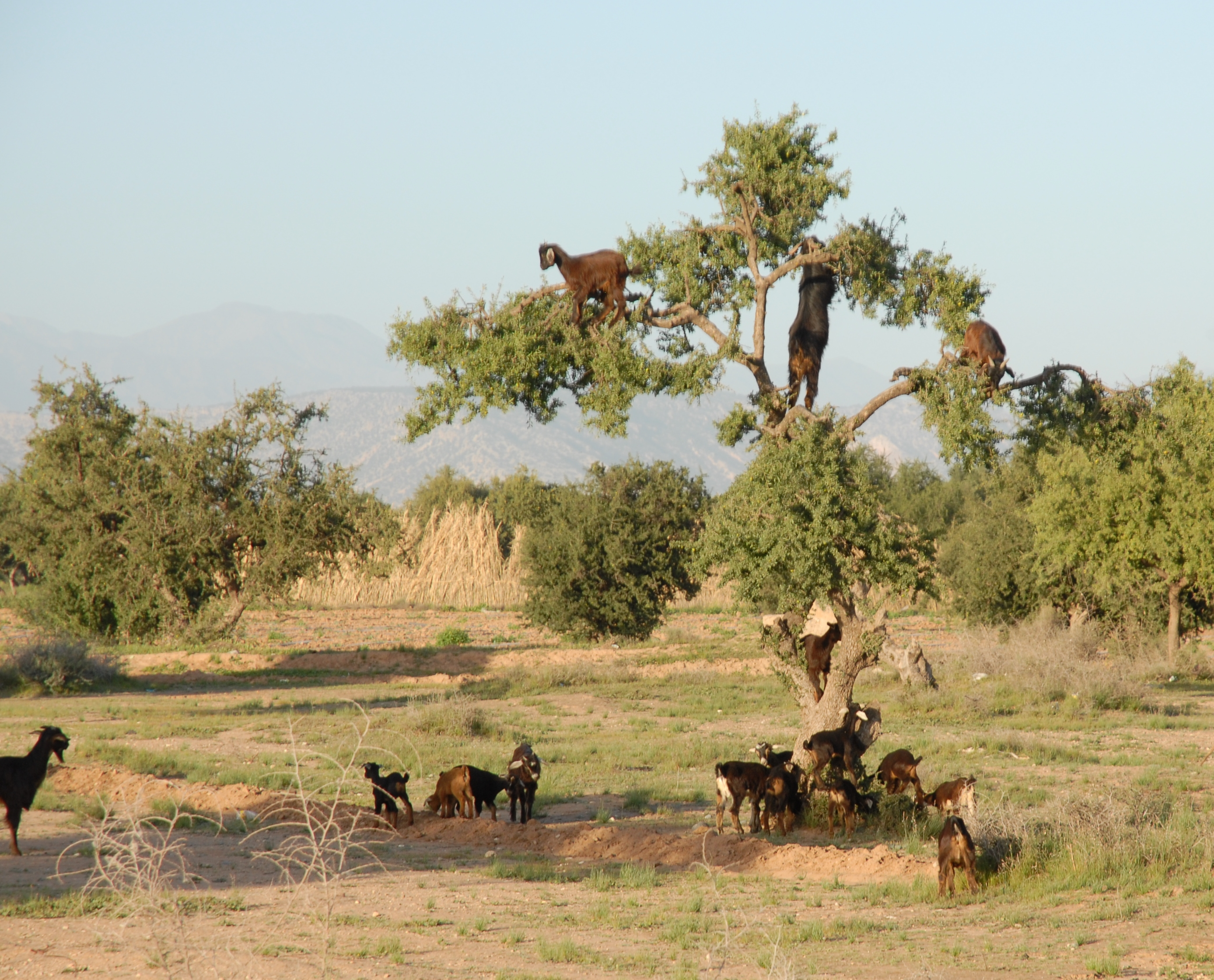
Ziegen in einem Arganbaum

#### Flora
Die hier natürlich vorkommenden Pflanzen sind stark, genügsam und gedeihen mit wenig Wasser. Vorkommende Arten sind: Pistacia atlantica, Acacia gummifera, Argania spinosa, Stipa tenacissima, Artemisia herba-alba. Verschiedene Kakteenarten wachsen wild in der von Steinen übersäten Landschaft; Blattkakteen (Opuntien) bringen Früchte ('Kaktusfeigen') hervor.
Als nahezu einzige Kulturpflanze wird in den steinübersäten Bergregionen des südwestlichen Marokko Gerste angebaut, die wegen des trockenen Klimas nur geringe Erträge liefert und bereits Ende April/Anfang Mai geerntet wird. Obst, Gemüse, Kartoffeln, Mehl etc. müssen auf dem Markt gekauft werden.

#### Arganbaum
Die Arganie ist einer der ältesten Bäume der Welt und ist im Südwesten Marokkos endemisch, d. h., sie wächst nirgendwo anders auf der Welt. Der Baum gedeiht gut auf steinigen und trockenen Böden, wo seine Krone einen Umfang von ca. 15 Metern erreichen kann. Die meist krummen Äste des Baumes wurden in früheren Zeiten für Bauzwecke (Decken- und Treppenhölzer) verwendet, werden aber bis auf den heutigen Tag auch als Feuerholz beim Brotbacken genutzt. Die pflaumen- oder olivenähnliche Früchte können von Menschen nicht verzehrt werden; die Blätter sind jedoch für Ziegen sehr begehrlich, die oft in den Bäumen herumklettern. Die im Fruchtfleisch enthaltenen Kerne sind dicker als Haselnüsse und sehr schwer aufzuschlagen. Die paarweise darin enthaltenen Samen sind nur wenig größer als Sonnenblumenkerne. Aus den gerösteten Samen der Frucht des Arganbaumes (Argania spinosa) wird durch Zermahlen und stundenlanges Kneten ein schmackhaftes Öl gewonnen – Öl aus ungerösteten Samen geht zur Herstellung von Hautpflegemitteln in die (französische) Kosmetikindustrie.

#### Fauna
Aufgrund der hohen Temperaturen und des ariden Klimas ist der Süden Marokkos ideal für diverse spezialisierte Spezies: Insekten bilden die Nahrungsgrundlage für Reptilien (z. B. Eidechsen, Geckos, Skinke), Vögel, Nagetiere und – systematisch – sogenannte Insektenfresser (beispielsweise Igel und Spitzmäuse). Man findet hier Bienen, Ameisen, Tag- und Nachtfalter, Spinnen, Eidechsen, Tauben, Sperlinge, Nachtigallen, Käuze, Eulen, Mäuse und Igel. Auch Arten, die man bei in Europa kaum zu Gesicht bekommt, leben hier: Landschildkröten, Dungkäfer (Skarabäus) u. a. In den letzten verbliebenen Buschwäldern leben auch Wildschweine.

## Politische Gliederung
Nur die mit M (commune municipal) gekennzeichneten Orte sind als städtische Siedlungen eingestuft; die übrigen gelten als Landgemeinden (communes rurales) bestehend aus mehreren Dörfern.

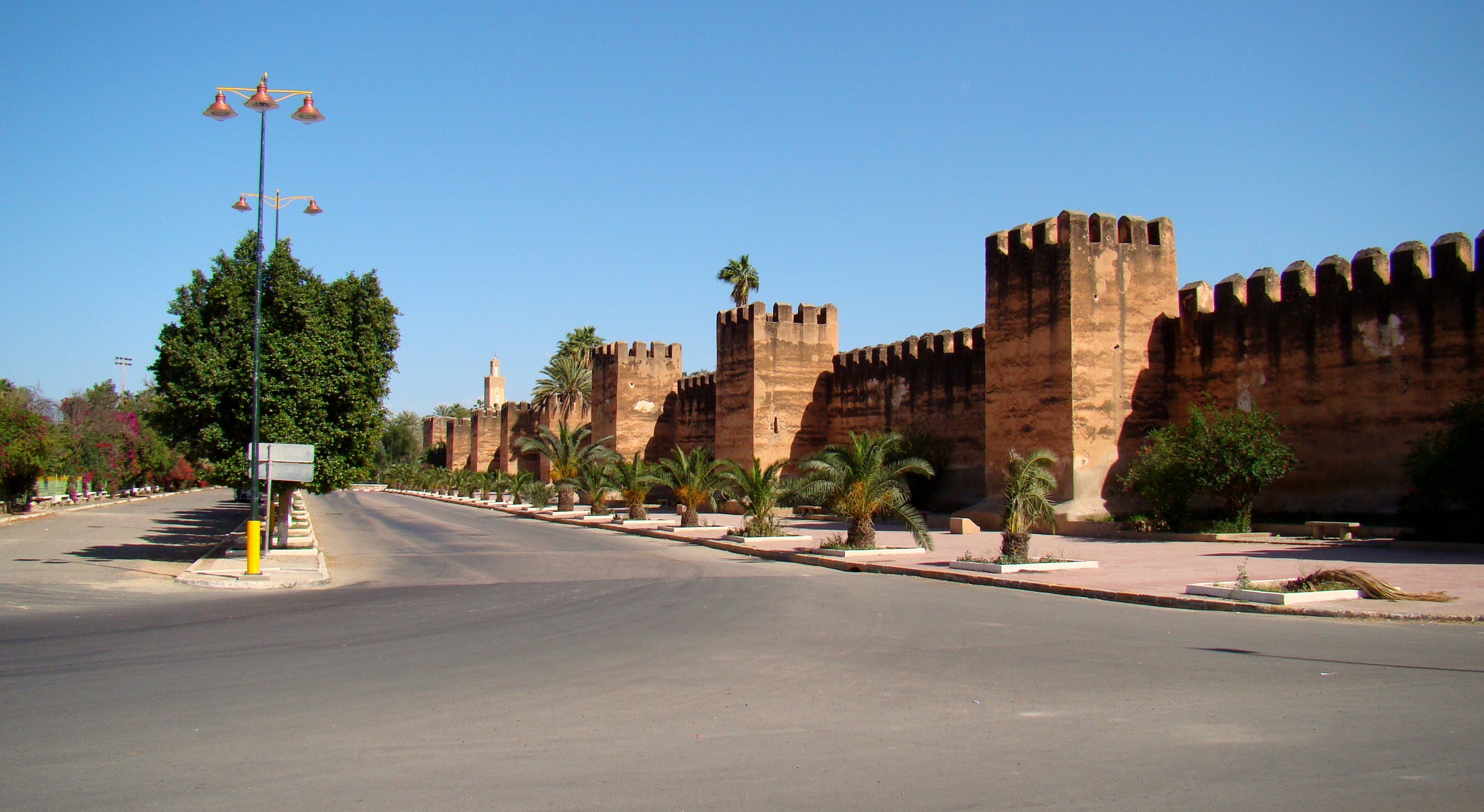
Stadtmauern und Minarett von Taroudannt

| Code Géographique | Gemeinde – Commune Rurale | Einwohner (2. September 2004) |
| ----------------- | ------------------------- | ----------------------------- |
| 541.01.13.        | Taroudannt (M)            | 69.489                        |
| 541.01.01.        | Aït Iaaza (M)             | 9.984                         |
| 541.01.03.        | El Guerdane (M)           | 9.222                         |
| 541.01.05.        | Igherm (M)                | 4.624                         |
| 541.01.09.        | Oulad Teima (M)           | 66.183                        |
| 541.01.11.        | Taliouine (M)             | 5.844                         |
| 541.03.03.        | Aït Abdallah              | 2.988                         |
| 541.05.11.        | El Koudia El Beida        | 19.989                        |
| 541.05.17.        | Lagfifat                  | 17.322                        |
| 541.04.07.        | Aoulouz                   | 18.518                        |
| 541.09.01.        | Ahmar Laglalcha           | 13.854                        |
| 541.05.27.        | Sidi Boumoussa            | 13.727                        |
| 541.07.05.        | Askaouen                  | 7.447                         |

## Geschichte
Die Geschichtsbetrachtung Marokkos hinsichtlich der Ansiedlungen und ganzer Regionen – ganz gleich, ob man wehrhaften Agadiren im Antiatlas oder trutzigen Kasbahs in Südmarokko begegnet – ist kaum voneinander zu trennen.
Die Menschen in früherer Zeit wurden nicht durch eine zentrale Macht geschützt. Die aus Sippen- und Familienverbänden bestehende Bevölkerung lag oft im Streit und führte über Jahrhunderte erbitterte Fehden gegeneinander. Ein weiterer Unruhefaktor waren die nur zeitweise bzw. ständig mit ihren Herden (Schafe, Ziegen) umherziehenden (Halb-)Nomadenstämme.
So sind die landestypischen Agadire als das marokkanische Pendant zu den europäischen Burgen und als Vorläufer späterer, mit wachsender Bevölkerung errichteter Befestigungsanlagen ganzer Städte (Stadtmauer Taroudannt) zu sehen.

## Gesundheitssituation

### Medizinische Versorgung
Über Jahrhunderte war die Gesundheitssituation problematisch – vor allem die ländliche Bevölkerung litt lange unter einer schlechten medizinischen Versorgung. Doch durch die Verbesserung der Infrastruktur (Mobilfunknetz, Straßenbau, Gesundheitsstationen) sowie durch die stetig verbesserte Ausbildung des medizinischen Personals hat sich die Situation in der jüngsten Vergangenheit doch erheblich gebessert.

### Wasserversorgung
Fast ein Drittel der Bevölkerung hat keinen Zugang zu sauberem Trinkwasser. Die Trinkwasserversorgung ist in Marokko durch starke Disparitäten zwischen Städten und ländlichen Regionen gekennzeichnet. Die städtische Bevölkerung war im Jahr 2000 zu 97 % mit hygienisch unbedenklichem Trinkwasser versorgt, während die ländliche Bevölkerung, deren Anteil an der Gesamtbevölkerung Marokkos 50 % beträgt, nur zu 30–40 % versorgt war.
In den Provinzen Taroudannt und Tiznit leben 80 % der Bevölkerung in ländlichen Gebieten. Ein Großteil dieser Menschen hatte lange Jahre nur unter hygienisch unzureichenden Bedingungen Zugang zu Trinkwasser. Sie versorgen sich größtenteils aus offenen Schachtbrunnen, in den Bergen werden auch Regenwasserzisternen und Quellfassungen genutzt. Die Verfügbarkeit von Wasser unterliegt im Jahresverlauf starken Schwankungen bis hin zum Trockenfallen von Brunnen im Sommer. Durch den Bau von kleinen Talsperren und Wasserleitungen hat sich die Situation in den letzten Jahren jedoch deutlich gebessert.
Die meisten Häuser in den ländlichen Gebieten verfügen nur über Abwasser-Sickergruben; Kläranlagen sind – auch in den Städten – noch selten. Häufig befanden sich Schachtbrunnen in der Nähe dieser Sickergruben – dadurch ergaben sich erhebliche Risiken für die Gesundheit der betroffenen Menschen. Doch auch diese Problematik ist durch den forcierten Bau von Wasserleitungen entschärft worden.

## Wirtschaft

### Rückblick
Araber waren die ersten, die den Zuckerrohranbau im größeren Stil betrieben. Ab dem Jahr 700 n. Chr. bauten sie Zuckerrohr in Marokko, Ägypten und Spanien an. Durch sinkende Zuckerrohr-Exporte verlor Taroudannt im 18. Jahrhundert weiter an Bedeutung. Eine wichtige Rolle spielte auch die Schließung des Hafens von Agadir zugunsten des neuen von Essaouira im Jahre 1765.

### Heutige Zeit
Die Landwirtschaft beschäftigt 41 % der Erwerbstätigen. Die zum Teil im Besitz von Europäern verbliebenen Großbetriebe sind für die Marktproduktion wichtig. Daneben herrschen im traditionellen Sektor Kleinbetriebe vor. Angebaut werden Getreide, Hülsenfrüchte, Gemüse, Obst, Oliven, Zitrusfrüchte, Baumwolle, Wein, Mandeln, Datteln und Tabak. Die Viehzucht (Schafe, Ziegen, Rinder, Esel, Kamele, Pferde) in den Steppen der Meseta, in Ostmarokko und in den Gebirgen wird teilweise nomadisch betrieben. Rund 10 % des Waldbestandes sind Korkeichen (Marokko ist der drittgrößte Korkproduzent der Erde). Der gesunkene Zuckerrohranbau und die Ausdehnung des Obst- und Gemüseanbaus haben zur Erhöhung der volkswirtschaftlichen Effizienz der landwirtschaftlichen Produktion im Loukkos-Perimeter und zur Schonung der Ressource Wasser beigetragen. Die Indikatoren für die jeweiligen Anbauflächen sind erreicht worden.
Nachdem das Land Anfang der 80er-Jahre in eine beinahe ausweglose wirtschaftliche Lage geraten war, konnte Marokko inzwischen mit der Unterstützung von Weltbank und Internationalem Währungsfonds wichtige Reformen durchsetzen. Begleitet wurden sie von einer Reihe von Umschuldungen mit privaten und öffentlichen Gläubigern.
Nach marokkanischen Angaben stiegen die landwirtschaftlichen Einkommen zwischen 1998 und 2002 um rd. 26 %. Marokkos heutige Wirtschaft ist über den Außenhandel stark mit Europa verflochten. Die Globalisierung und die für 2012 vereinbarte Freihandelszone mit der Europäischen Union (EU) bergen jedoch angesichts der ungenügenden Wettbewerbsfähigkeit vieler Unternehmen große Risiken für die Beschäftigung im Land. Wichtigste Devisenquelle neben dem Tourismus sind die Überweisungen der 1,6 Mio. Gastarbeiter, von denen etwa die Hälfte in Frankreich arbeiten. Die wirtschaftliche Situation hat sich seitdem erheblich verbessert.
Heute ist Stadt und Region Taroudannt als Handels- und Handwerkszentrum ein beliebtes Tages-Ausflugsziel der Touristen von Agadir (etwa 80 km).

### Tourismus
Kunsthandwerkliche Tradition Marokkos und der heutige Massentourismus ergänzen sich auf ideale Weise. Beide Sparten sind zu einem wesentlichen Wirtschaftsfaktor herangewachsen. Gerade die Region Taroudannt – mit ihrer Ressource alter ursprünglicher Orte und pittoresker Landschaft – kann hier profitieren. Trotzdem ist diese Region Beispiel für sanfte Integration des Tourismus in historische Orte, ohne die Atmosphäre zu stark zu verändern. Agadir dagegen, mittlerweile auf 260.000 Einwohner angewachsen (1960: 50.000), hat dem Touristen nach dem Erdbeben 1960 außer Sonne, Strand und Meer nichts zu bieten.

### Kunsthandwerk
- Holzverarbeitung: Die Schreiner und Kunsthandwerker Marokkos verarbeiten hauptsächlich Zedernholz oder Thujaholz zu Schmuckkästchen, Schachbrettern aber auch zu figürlichen oder abstrakten Skulpturen.
- Korbflechterei: Körbe, Schalen und Dosen sowie Hüte aus buntem Stroh sind Dinge, die in fast allen Dörfern hergestellt werden.
- Keramik: Auf der Töpferscheibe oder in Aufbautechnik hergestellte Schüsseln oder Schalen mit (manchmal sehr einfachen) Glasuren werden ebenfalls fast überall angeboten.

Handarbeit in der Provinz Taroudannt
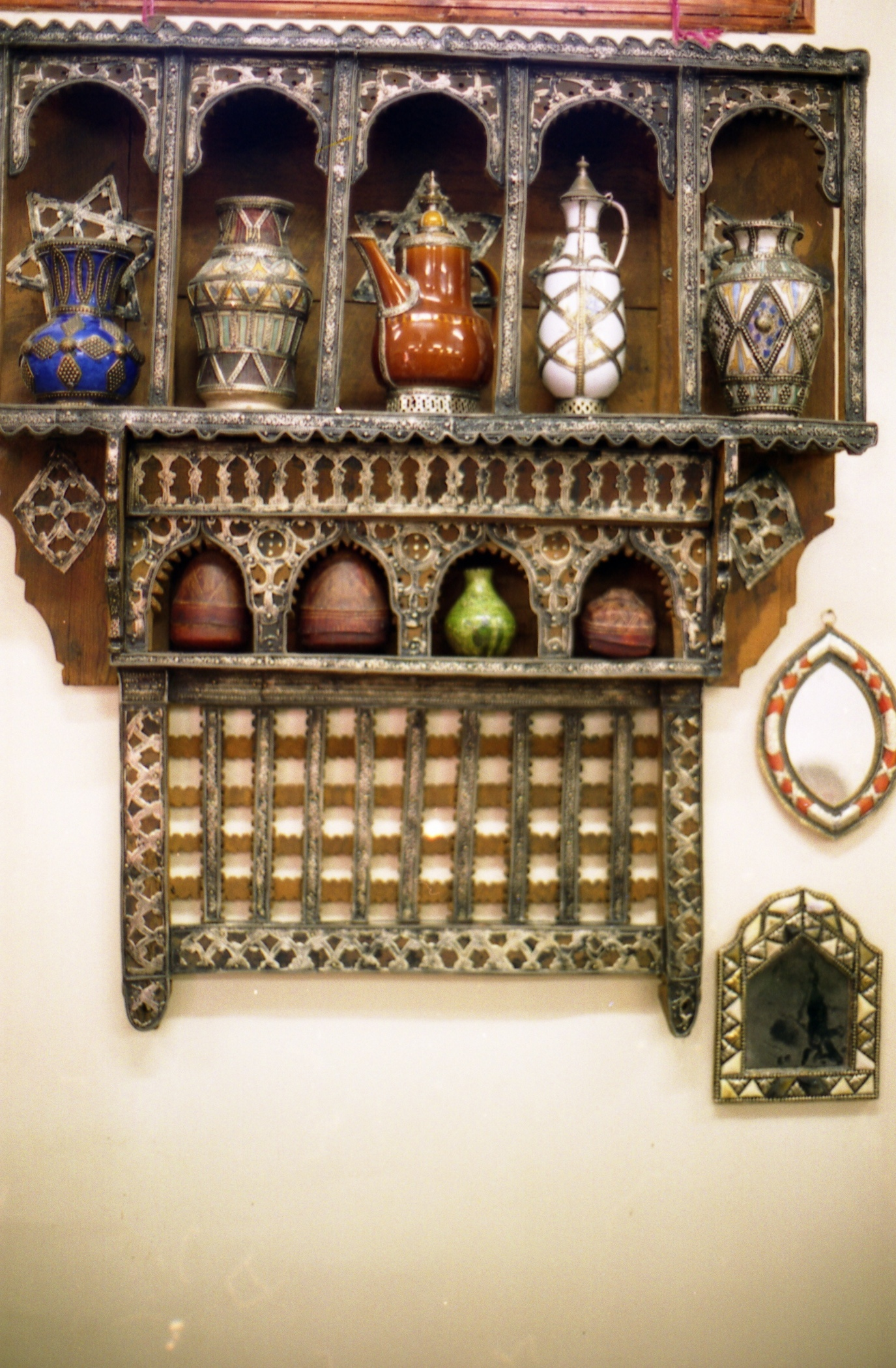
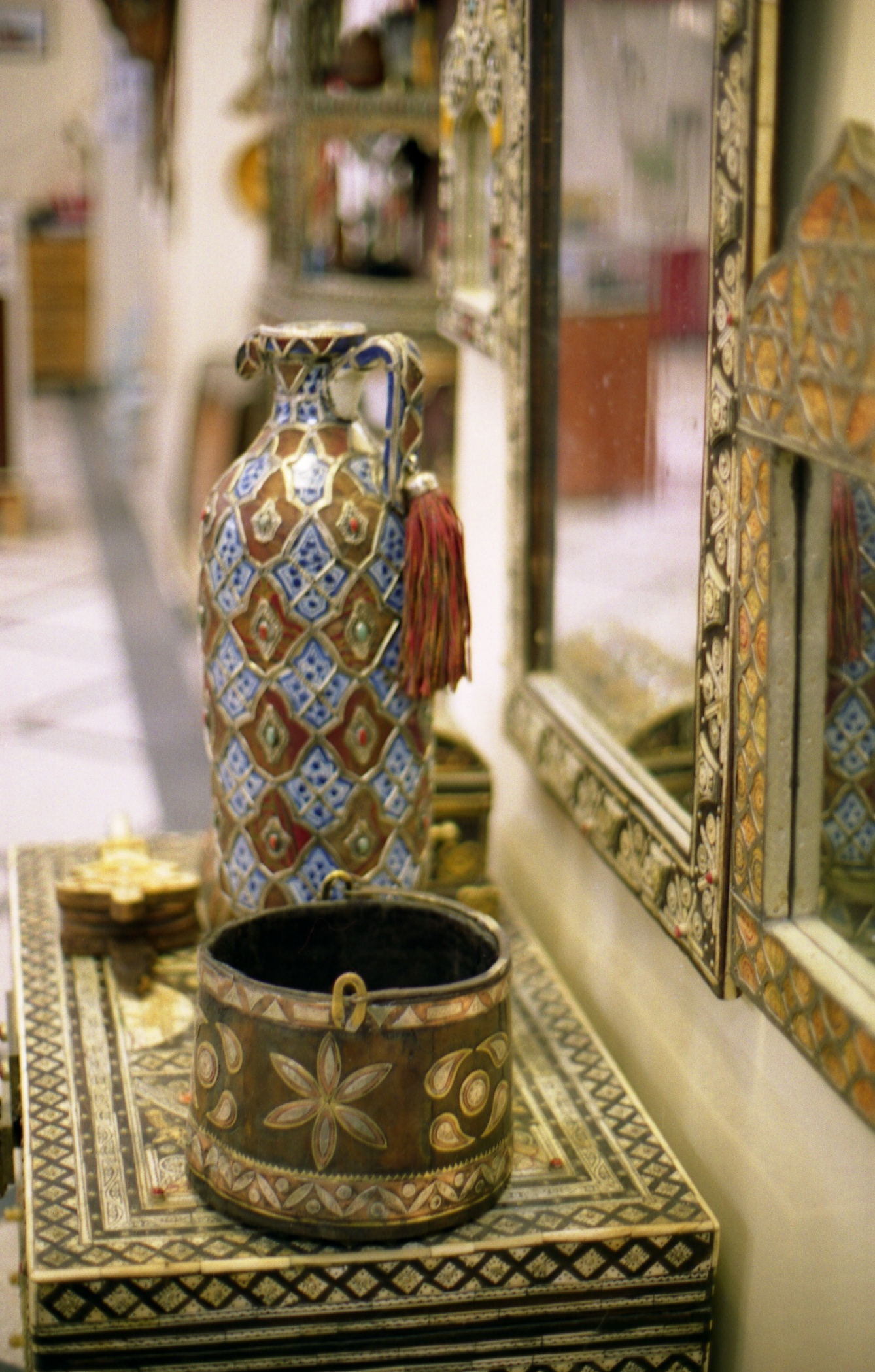
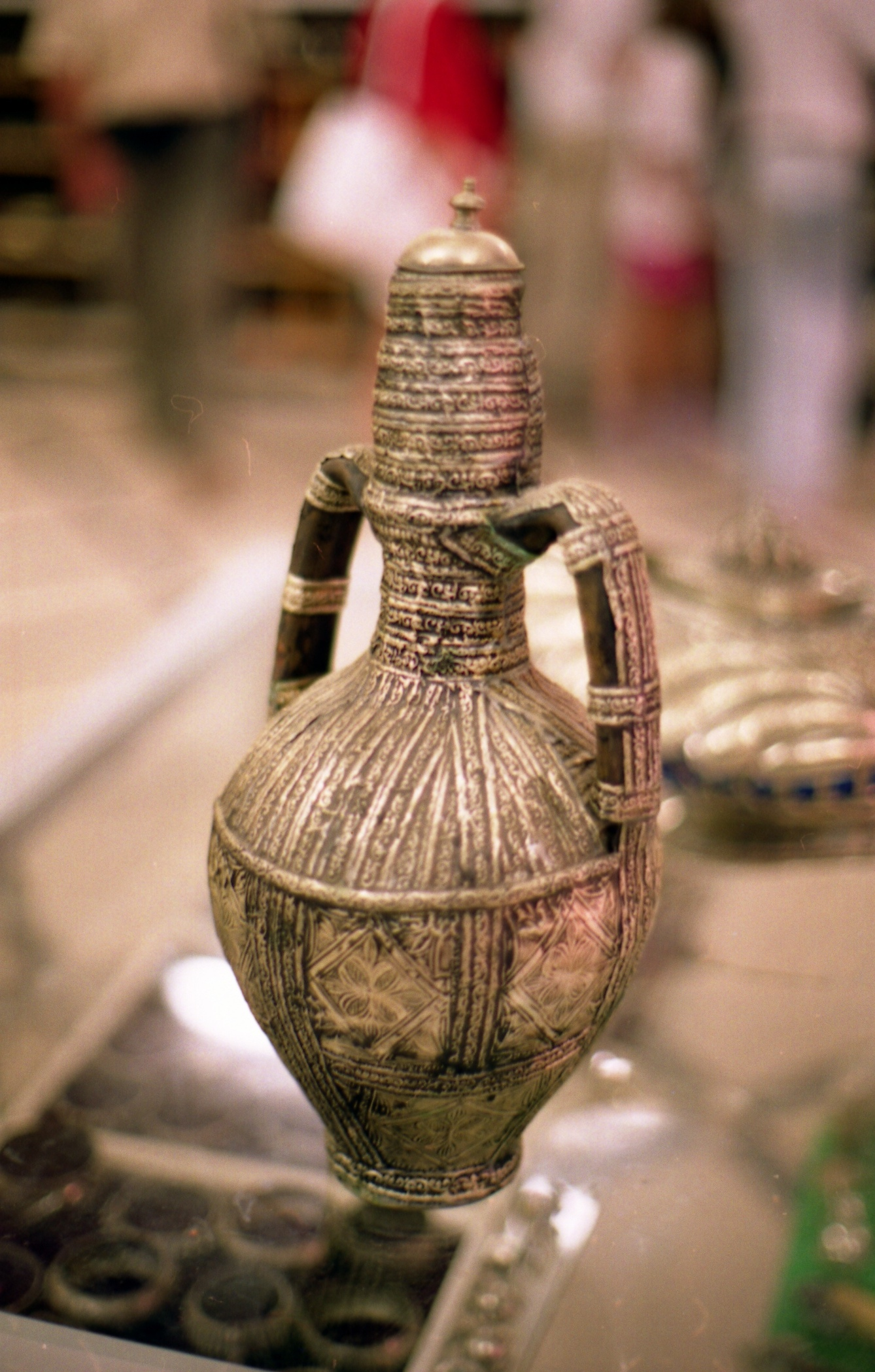

- Metalle: In der maghrebinischen Wohnkultur wird viel Kupfer und Messing verwendet. In Marrakesch ziselieren sie Kupfer und in Taroudannt wird mit dem Hammer bearbeitet. Tiznit ist berühmt für die Arbeiten seiner Gold- und Silberschmiede. Ziselierte Silberdolche, Fantasia-Gewehre, massive Silberarm- und Fußringe und filigraner Silberschmuck, besetzt mit Schmucksteinen, kommen aus den Werkstätten der Kunsthandwerker.
- Schmuck: Silber wird auch in den Dörfern der Ebenen und in den Bergen verarbeitet.
- Steine: Aus dem weichen Stein aus Taroudannt werden Kerzenleuchter, Schmuckdosen etc. gemacht und mit Mustern graviert.

## Sehenswertes

### Region
- Nur noch wenige Wohnburgen aus Lehm (Tighremts) erheben sich – wie Relikte aus längst vergangener Zeit – sowohl über den kargen Sand- und Steinwüsten als auch in fruchtbareren (Berg-)Oasen.
- Aus kleinen bis mittelgroßen Steinen zusammengefügte Agadire gehören – vor allem in den kargen Bergregionen des Anti-Atlas – zum Landschaftsbild. Die bedeutendsten sind der Agadir Tasguent sowie die in geringer Entfernung stehenden Agadire von Itourhaine (Aït Ourhain) und Dou Tagadirt. Auch in der Umgebung von Igherm stehen noch einige wenige dieser für die Berberarchitektur so charakteristischen Bauten.

### Stadt Taroudannt
- Stadtmauer
- Medina, fast vollständig überdachte Souks
- Palais Salam, ehemaliger Palast des Pascha von Taroudannt
- Atlaspanorama
- Märkte: An den Markttagen wird die Stadt von Bewohnern der umliegenden Ortschaften und Touristen aus den nahen Ferienzentren bevölkert.

## Verkehr
Vom Busbahnhof in Taroudannt gibt es zahlreiche Verbindungen nach Agadir, Marrakesch, Ouarzazate, Tata und Tafraoute.